# جون هيوي
جون هيوي (بالإنجليزية: John Hewie)‏ (13 ديسمبر 1927 في جنوب أفريقيا - 11 مايو 2015 في المملكة المتحدة) هو مدرب كرة قدم ولاعب كرة قدم بريطاني في مركز الظهير، شارك في كأس العالم 1958. وشارك مع منتخب اسكتلندا لكرة القدم. أما مع النوادي، فقد لعب مع تشارلتون أثلتيك وArcadia Shepherds F.C. ‏ وبيكسلي يونايتد ‏.

## وصلات خارجية
- جون هيوي على موقع الاتحاد الإسكتلندي (الإنجليزية)
- جون هيوي على موقع قاعدة بيانات كرة القدم.إي يو (الإنجليزية)
- جون هيوي على موقع ناشيونال فوتبول تيمز (الإنجليزية)